# Флаг муниципального округа Братеево

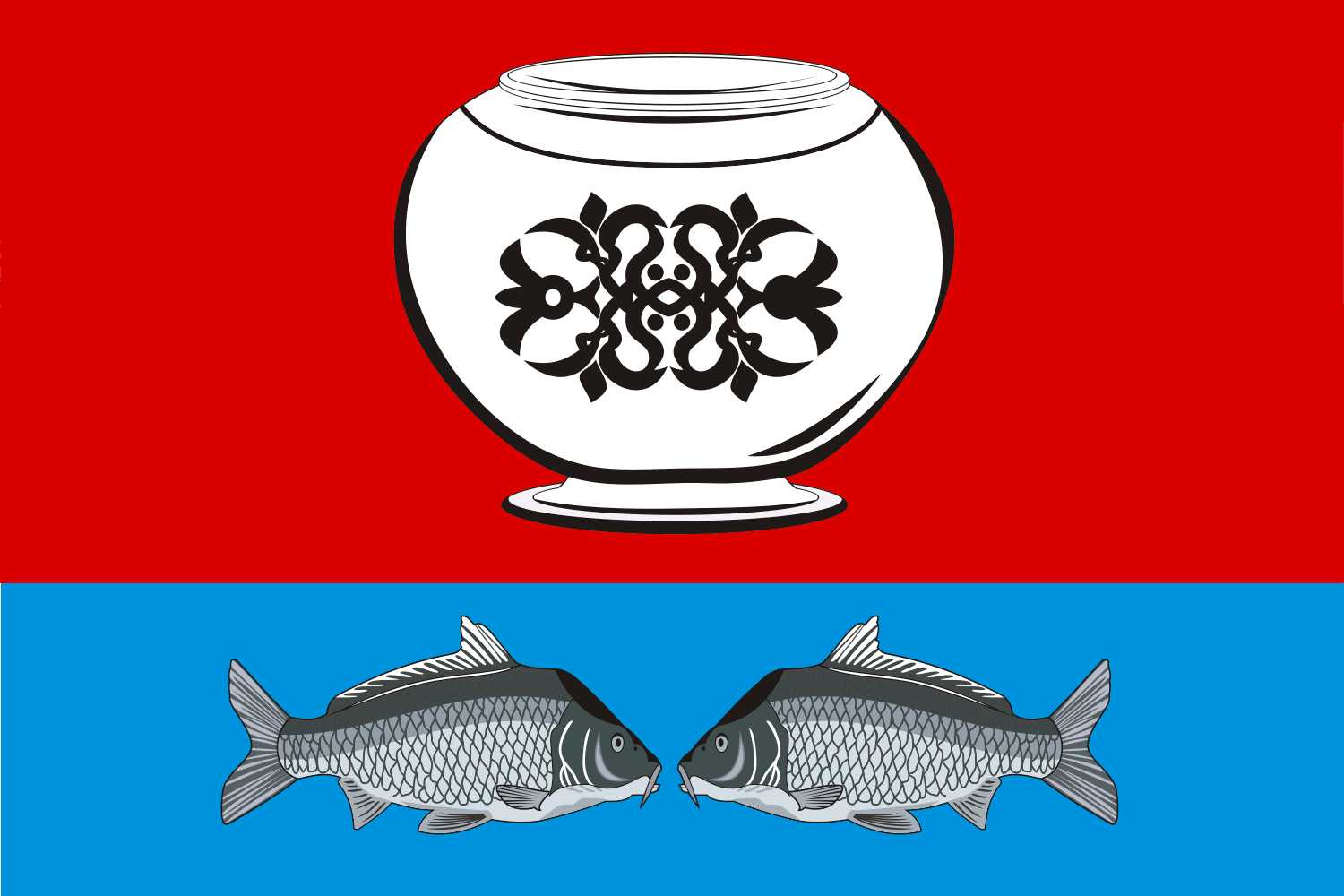
Первая версия флага

Флаг муниципального округа Брате́ево в Южном административном округе города Москвы Российской Федерации — опознавательно-правовой знак, служащий официальным символом муниципального образования.
Первоначально данный флаг был утверждён 19 апреля 2004 года флагом муниципального образования Братеево.
Законом города Москвы от 11 апреля 2012 года № 11, муниципальное образование Братеево было преобразовано в муниципальный округ Братеево.
Решением Совета депутатов муниципального округа Братеево от 19 марта 2019 года флаг муниципального образования Братеево был утверждён флагом муниципального округа Братеево.
Флаг внесён в Государственный геральдический регистр Российской Федерации с присвоением регистрационного номера 12276.

## Описание
Описание флага, утверждённое 19 апреля 2004 года:

Флаг муниципального образования Братеево представляет собой двустороннее, прямоугольное полотнище с соотношением сторон 2:3.
Полотнище флага состоит из двух горизонтальных полос: верхней — красной и нижней — голубой. Ширина красной полосы составляет 13/20 ширины полотнища.
В центре красной полосы помещено изображение белой братины с чёрным орнаментом. Габаритные размеры изображения составляют 3/8 длины и 1/2 ширины полотнища.

В центре голубой полосы помещено изображение двух белых рыб, обращённых навстречу друг другу. Габаритные размеры изображения составляют 2/3 длины и 1/5 ширины полотнища.
Описание флага, утверждённое 15 октября 2019 года:

Прямоугольное двухстороннее полотнище с отношением ширины к длине 2:3, воспроизводящее фигуры из герба муниципального округа Братеево, выполненные красным, синим, чёрным и белым цветом.
Описание герба: «В червлёном поле над лазоревой оконечностью, обременённой двумя серебряными сообращёнными карпами — серебряная, с чёрным узором, братина».

## Обоснование символики
Серебряная (белая) братина в красном поле символизирует название муниципального округа. Братина — старинный древнерусский сосуд, из которого на братских пирах (на всю братию) пили воду, квас, бражку, медовуху. Братина имела шаровидную форму, изготавливалась из различных материалов: серебра, золота, меди, дерева. В братину наливались напитки, которые пили, передавая по кругу, то есть как одна семья, братья, благодаря чему сосуд и получил своё название. Братина является символом братства, дружбы, доверия и сплочённости.
Фигуры рыб на голубой полосе символизирует нахождение муниципального округа Братеево на излучине Москвы-реки, с притоком реки Городни, и указывает на рыбный промысел, который активно вели в прошлом местные жители.
Применённые во флаге цвета символизируют:
красный цвет — символ труда, мужества, жизнеутверждающей силы, красоты и праздника;
синий цвет (лазурь) — символ мира, искренности, чести, славы, преданности, истины и добродетели;
чёрный цвет — символ плодородия, мудрости, скромности, вечности бытия;
белый цвет (серебро) — символ чистоты, открытости, божественной мудрости, примирения.